# 普雷斯顿 (纽约州)
普雷斯顿（英語：Preston）是位于美国纽约州希南戈县的一个镇，地处希南戈县中部、诺威奇以西。2010年美国人口普查时，该镇有1044人。最初的定居者于1787年左右到达这里。1806年，普雷斯顿镇从诺威奇镇分出，正式建立。